# Kazushi Niida
Kazushi Niida (新 井田 和 志 Niida Kazushi?) es un personaje ficticio perteneciente a la franquicia de Battle Royale, originalmente una novela que también cuenta con diversas adaptaciones al manga y cine. Es un estudiante de secundaria de quince años. Es interpretado por el actor Hirohito Honda en la película del año 2000.

## Antes del juego
Kazushi era delantero en el equipo de soccer; veloz y con buena condición física, pero era arrogante y presumido; es descrito con hombros anchos, relativamente alto y bien formado, cabello largo y liso según la moda de los futbolistas, pero con dientes en mal estado.
No ponía mucho esfuerzo en sus labores aunque tenía calificaciones por encima del promedio. Siempre intentaba impresionar al resto y en primer año echó a correr el rumor de estar en una relación con Takako Chigusa lo que le hizo ganarse el desprecio de la joven, además Kazushi siempre ponía excusas para justificar sus acciones, lo que molestaba a Takako junto al hecho de ver a las mujeres como una propiedad e inferiores a los hombres.

## En el juego
Cuando Kazushi deja la escuela, encuentra el cadáver de Mayumi Tendo y a Yoshio Akamatsu inconsciente, recoge la ballesta de su compañero, ya que su arma era un shamisen, y cuando Yoshio se despierta accidentalmente dispara la ballesta matándolo para después adentrarse en el bosque armado con la ballesta y el nunchaku de Mayumi.
En el manga se retrata su personalidad de forma más retorcida, sádica y egocéntrica; tras encontrar el cuerpo de Mayumi criticaría los actos de Yoshio argumentando que lo correcto hubiese sido primero violarla y después asesinarla, de la misma forma razona que el juego es una buena excusa para dar libertad a sus bajos instintos, por lo que decide dedicarse a matar, robar y violar, refiriéndose a sí mismo como "El frío asesino Niida".

## Destino
A las 13:20 del primer día, Kazushi se encuentra con Takako Chigusa e intenta convencerla de unirse a él y también de tener relaciones sexuales burlándose de Hiroki Sugimura por no haberse acostado con ella e intentando convencerla de que lo mejor es perder la virginidad antes de morir y que él es la persona más adecuada para hacerlo. Cuando ella se niega disgustada, la amenaza con la ballesta para intentar violarla a lo que ella responde con burlas e intenta huir, por lo que el muchacho inicia una pelea donde le clava una flecha en la pierna y posteriormente usa el nunchaku para golpearla demostrando incluso que disfrutaba torturarla mientras argumenta en varias ocasiones, fiel a su costumbre de poner excusas por sus acciones responsabilizando a otros, que nada de lo que le haga es culpa de él sino de ella por negarse y desobedecerlo. Después de un enfrentamiento prolongado que deja a ambos muy heridos, Takako le saca a Kazushi los ojos con los dedos, aplasta sus testículos a pisotones, lo patea repetidamente y lo mata apuñalándolo con su picahielo en la boca y garganta.
En la versión fílmica la discusión entre Takako y Kazushi es similar, sin embargo la pelea inicia porque el muchacho la amenaza disparándole una flecha que roza su cara y corta su mejilla, esto enfurece a Takako ya que significa una marca permanente en su rostro por lo que mientras le dice que prefiere ser asesinada que dejarse tocar por él saca su arma, una navaja en esta versión, y acaban forcejeando hasta que ella domina la pelea tirándolo al suelo donde lo mata apuñalándolo primero en la entrepierna y después en el estómago.
En el manga, durante la pelea que sostienen Chigusa le clava las uñas en los ojos y le pisotea los testículos, tras esto le dice: Ya te he dado en los ojos y en los testículos, ¿en serio que quieres continuar?. Niida le responde que se rinde y se empieza a marchar. Pero tras esperar que Takako bajara la guardia se da la vuelta y la ataca a traición saltando sobre ella; Takako se arroja al suelo y consigue hacerlo caer sobre una flechas que recogió clavándosela en la boca, lo que lo mata atravezándole la cabeza.